# Dodecilbenzeno
Dodecilbenzeno é um composto aromático líquido usado para preparar o detergentes aniônico dodecil sulfato de sódio. É um derivado petroquímico substituto de gorduras e óleo de coco usados na fabricação de sabão.